# Anacroneuria dousada
Anacroneuria dousada är en bäcksländeart som beskrevs av Jewett 1960. Anacroneuria dousada ingår i släktet Anacroneuria och familjen jättebäcksländor. Inga underarter finns listade i Catalogue of Life.